# Gonneville-en-Auge
Gonneville-en-Auge ist eine französische Gemeinde mit 392 Einwohnern (Stand: 1. Januar 2022) im Département Calvados in der Region Normandie. Sie gehört zum Arrondissement Lisieux und zum Kanton Cabourg. Die Bewohner werden als Gonnevillais bezeichnet.

## Geografie
Gonneville-en-Auge liegt etwa 17 Kilometer nordöstlich von Caen. Umgeben wird die Gemeinde von Merville-Franceville-Plage im Nordwesten und Norden, Cabourg, dem Hauptort des gleichnamigen Kantons, im Nordosten, Varaville im Osten, Petiville im Südosten, Bavent im Süden, Bréville-les-Monts im Südwesten sowie Sallenelles in westlicher Richtung.

## Bevölkerungsentwicklung
| Jahr                             | 1793 | 1841 | 1876 | 1926 | 1946 | 1968 | 1990 | 2016 |
| Einwohner                        | 540  | 438  | 343  | 217  | 155  | 239  | 310  | 395  |
| Quelle: Cassini, EHESS und INSEE |      |      |      |      |      |      |      |      |

## Sehenswürdigkeiten

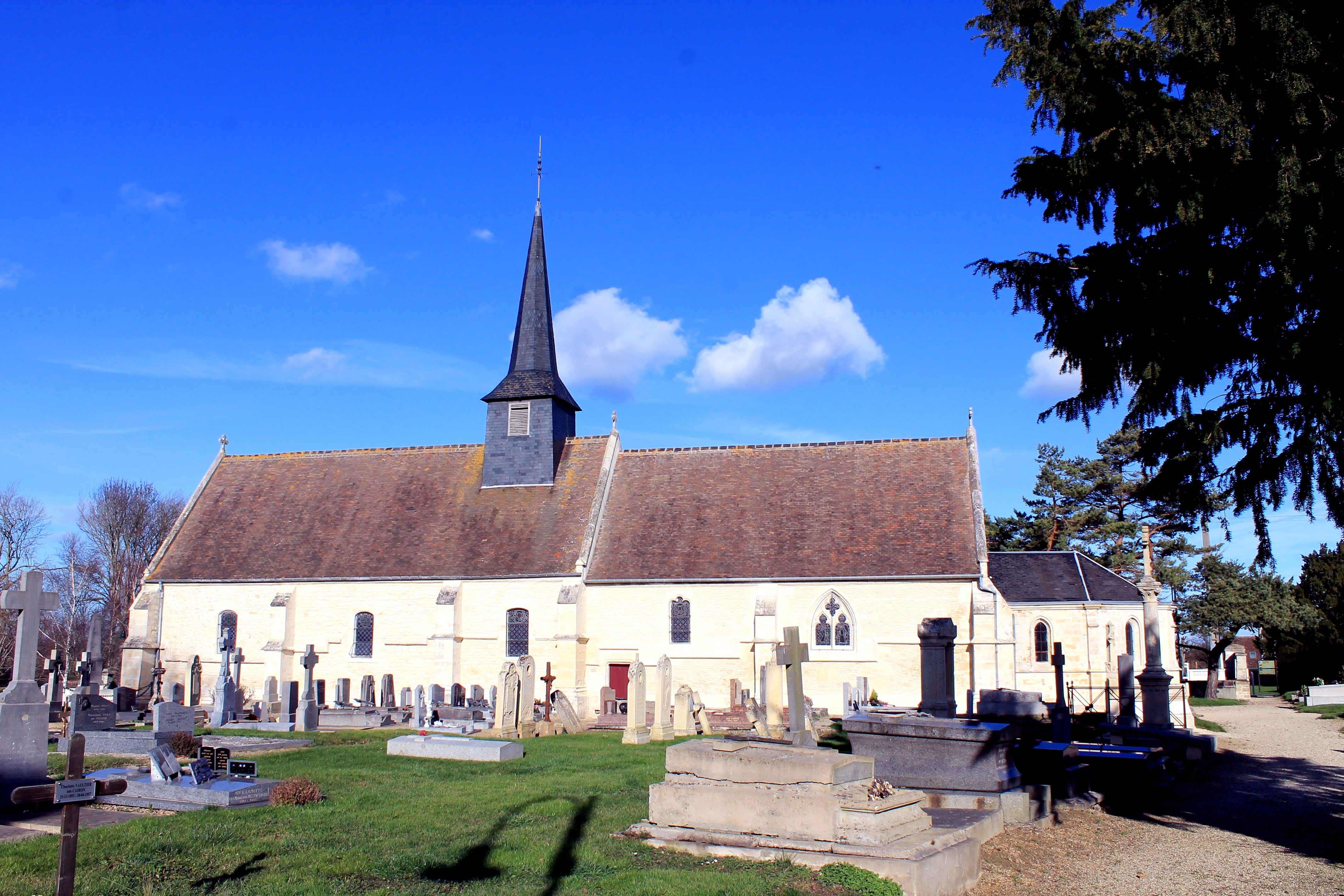
Pfarrkirche Sainte-Croix

- Pfarrkirche Sainte-Croix aus dem 16. Jahrhundert; beinhaltet eine Kanzel, die seit 1933 als Monument historique klassifiziert ist[2]